# Katarzyna Michalak (pisarka)
Katarzyna Michalak, właściwie Katarzyna Lesiecka (ur. 1969 w Warszawie) – polska pisarka, z wykształcenia lekarka weterynarii, specjalizuje się w literaturze obyczajowej.

## Kariera
Zadebiutowała w 2008 powieścią obyczajową Poczekajka, która znalazła się na listach bestsellerów Empiku i sklepu internetowego Merlin.pl. Książkę promowano poprzez piosenkę i teledysk, w całości sfinansowane przez autorkę książki (muzyka i słowa: Katarzyna Michalak, śpiew Wioletta Sajnog, aranżacja Kayanis). Utwory te były dostępne w Internecie, a niezależnie od tego, do części nakładu książki dołączono płytę DVD z teledyskiem. W styczniu 2009 ukazało się także wydanie Poczekajki w formacie mp3 (audiobook), którą czyta Maria Maj.
W 2009 wydana została kontynuacja tej powieści (Zachcianek). W maju 2009 Zachcianek zajmował szóste miejsce wśród najlepiej sprzedających się pozycji na liście bestsellerów Andrzeja Rostockiego opublikowanej przez Rzeczpospolitą.
Wydawnictwo Albatros wykazało Poczekajkę w zestawieniu 10 najlepiej sprzedających się książek za rok 2008.
W konkursie „Najlepsza książka na wiosnę 2013”, organizowanym przez portal granice.pl, jej książka, Sklepik z Niespodzianką. Lidka, otrzymała tytuł Najlepszej książki na wiosnę w głosowaniu internautów. Ta sama książka została również „Najlepszą książką roku 2013” w kategorii „Książka pełna emocji”. W kategorii powieści z „pieprzykiem” czytelnicy wyróżnili powieść dla dorosłych Mistrz. Powieść Bezdomna Katarzyny Michalak otrzymała wyróżnienie jury w konkursie na Najlepszą książkę na lato 2013 w kategorii powieści obyczajowych.
Jej opowiadania znalazły się również w zbiorach Cicha 5 oraz Każdego dnia.
Biblioteka Analiz  wykazała autorkę na pierwszym miejscu pod względem liczby książek utrzymujących się na listach bestsellerów w roku 2014, drugie miejsce zaś pod względem długości utrzymywania się tytułu na listach bestsellerów (Zacisze Gosi).
W raporcie TNS „Stan czytelnictwa w Polsce w 2015 roku” przygotowanym przez Pracownię Badań Czytelnictwa Biblioteki Narodowej w Warszawie Katarzyna Michalak zajęła pierwsze miejsce wśród pisarzy, których książki w 2015 roku były najczęściej czytane przez badanych z grupy czytelników intensywnych. Autorka wyprzedziła w tym zestawieniu m.in. Stephena Kinga, Norę Roberts czy Paulo Coelho.

## Twórczość

### Proza
1. Gra o Ferrin (Kroniki Ferrinu tom I), Wydawnictwo Impresja 2007; Wydawnictwo Albatros. A. Kuryłowicz 2010; Wydawnictwo Literackie 2013
2. Poczekajka (seria słoneczna), Wydawnictwo Albatros. A. Kuryłowicz 2008; 2011; 2012
3. Zachcianek (seria słoneczna), Wydawnictwo Albatros. A. Kuryłowicz 2009; 2011; 2012
4. Zmyślona (seria słoneczna), Wydawnictwo Albatros. A. Kuryłowicz 2010; 2011; 2012; 2014
5. Rok w Poziomce (seria owocowa), Wydawnictwo Literackie 2010; 2011
6. Lato w Jagódce (seria owocowa), Wydawnictwo Literackie 2011
7. Sekretnik (seria słoneczna), Wydawnictwo Albatros. A. Kuryłowicz 2011
8. Sklepik z Niespodzianką. Bogusia (seria z kokardką), Wydawnictwo „Nasza Księgarnia” 2011
9. Powrót do Poziomki (seria owocowa), Wydawnictwo Literackie 2011
10. Nadzieja (seria z czarnym kotem), Wydawnictwo Termedia 2012, Wydawnictwo Mazowieckie 2019
11. Sklepik z Niespodzianką. Adela (seria z kokardką), Wydawnictwo „Nasza Księgarnia” 2012
12. Wiśniowy Dworek (seria jabłoniowa), Wydawnictwo Literackie 2012, Wydawnictwo Mazowieckie 2019
13. Sklepik z Niespodzianką. Lidka (seria z kokardką), Wydawnictwo „Nasza Księgarnia” 2013
14. Mistrz (seria dla dorosłych), Wydawnictwo Filia 2013, Wydawnictwo Znak 2016
15. Bezdomna (seria z czarnym kotem), Wydawnictwo Znak Literanova 2013, Wydawnictwo Mazowieckie 2019
16. W imię miłości (seria jabłoniowa), Wydawnictwo Literackie 2013, Wydawnictwo Mazowieckie 2019
17. Przepis na szczęście (książka kucharska), Wydawnictwo Filia 2013
18. Ogród Kamili (seria kwiatowa), Wydawnictwo Znak Literanova 2013, Wydawnictwo Mazowieckie 2020
19. Czarny Książę (seria z tulipanem), Wydawnictwo Filia 2014
20. Powrót do Ferrinu (Kroniki Ferrinu tom II), Wydawnictwo Literackie 2014
21. Serce Ferrinu (Kroniki Ferrinu tom III), Wydawnictwo Literacki 2014
22. Zacisze Gosi (seria kwiatowa), Wydawnictwo Znak Literanova 2014, Wydawnictwo Mazowieckie 2020
23. Dla ciebie wszystko (seria jabłoniowa), Wydawnictwo Literackie 2014, Wydawnictwo Mazowieckie 2019
24. Kawiarenka pod Różą (książka kucharska), Wydawnictwo Filia 2014
25. Wojna o Ferrin (Kroniki Ferrinu tom IV), Wydawnictwo Literackie 2014
26. Przystań Julii (seria kwiatowa), Wydawnictwo Znak Literanova 2014, Wydawnictwo Mazowieckie 2020
27. Cicha 5 (opowiadanie) Wydawnictwo Filia 2014
28. Każdego dnia (opowiadanie) Salwator 2014
29. Pani Ferrinu (Kroniki Ferrinu tom V), Wydawnictwo Literackie 2015
30. Amelia, seria bajkowa, Wydawnictwo Filia 2015
31. Nie oddam dzieci! (seria z czarnym kotem), Wydawnictwo Literackie 2015, Wydawnictwo Mazowieckie 2020
32. Spełnienia marzeń! (seria owocowa), Wydawnictwo Literackie 2016
33. Zemsta (seria dla dorosłych), Wydawnictwo Znak Literanova 2016
34. Leśna Polana (leśna trylogia), Wydawnictwo Znak Literanova 2016
35. Czerwień jarzębin (leśna trylogia), Wydawnictwo Znak Literanova 2017
36. Błękitne sny (leśna trylogia), Wydawnictwo Znak Literanova 2017
37. Gwiazdka z Nieba (seria mazurska), Wydawnictwo Znak 2017
38. Promyk słońca (seria mazurska), Wydawnictwo Znak 2018
39. Kropla nadziei (seria mazurska), Wydawnictwo Znak 2018
40. Ścigany (seria dla dorosłych), Wydawnictwo Znak 2018
41. Trzy życzenia (seria mazurska), Wydawnictwo Znak 2018
42. Pisarka (seria autorska), Wydawnictwo Mazowieckie 2019
43. Zagubiona (seria autorska),Wydawnictwo Mazowieckie 2019
44. Marzycielka (seria autorska), Wydawnictwo Mazowieckie,2019
45. Uśmiech losu (seria mazurska), Wydawnictwo Znak 2019
46. Drań (seria dla dorosłych), Wydawnictwo Mazowieckie 2020
47. Panna z Bajki, (seria bajkowa), Wydawnictwo Znak 2021
48. Najpiękniejszy sen (seria mazurska), Wydawnictwo Znak 2022
49. Piastunka róż (seria bajkowa), Wydawnictwo Znak 2022
50. Była sobie miłość, Wydawnictwo Znak 2022
51. Trzy siostry. Burza, Wydawnictwo Znak JednymSłowem 2024
52. Trzy siostry. Cisza, Wydawnictwo Znak JednymSłowem 2024
53. Trzy siostry. Iskra, Wydawnictwo Znak JednymSłowem 2024
54. Szczęście pisane marzeniem (seria bajkowa), Wydawnictwo Znak JednymSłowem 2024